# Stéphanie Öhrström
Stéphanie Öhrström (Trelleborg, 12 gennaio 1987) è un'ex calciatrice svedese, di ruolo portiere.

## Caratteristiche tecniche
Benché ricopra il ruolo di portiere, è in grado di giocare ad alti livelli anche in altri ruoli.
Durante il campionato di Serie A 2013-2014, in occasione della partita di ritorno contro la Scalese, scende in campo nel ruolo di attaccante riuscendo a segnare un gol contro le avversarie.

## Carriera

### Club
Stéphanie si avvicina al calcio già dall'età di 5 anni giocando assieme al cugino in una squadra di ragazzini. In seguito abbraccia il calcio professionistico femminile militando nelle squadre femminili svedesi di Trelleborgs FF, IFK Trelleborg, Staffanstorps GIF e Husie IF. Nel 2005 inizia ad allenarsi con l'LdB FC Malmö, e due anni più tardi firma un contratto pur dovendo aspettare qualche tempo per il debutto in Damallsvenskan, primo livello del campionato svedese femminile di calcio. Nel 2010 passa al Jitex, squadra femminile di Mölndal, dove rimane una sola stagione.

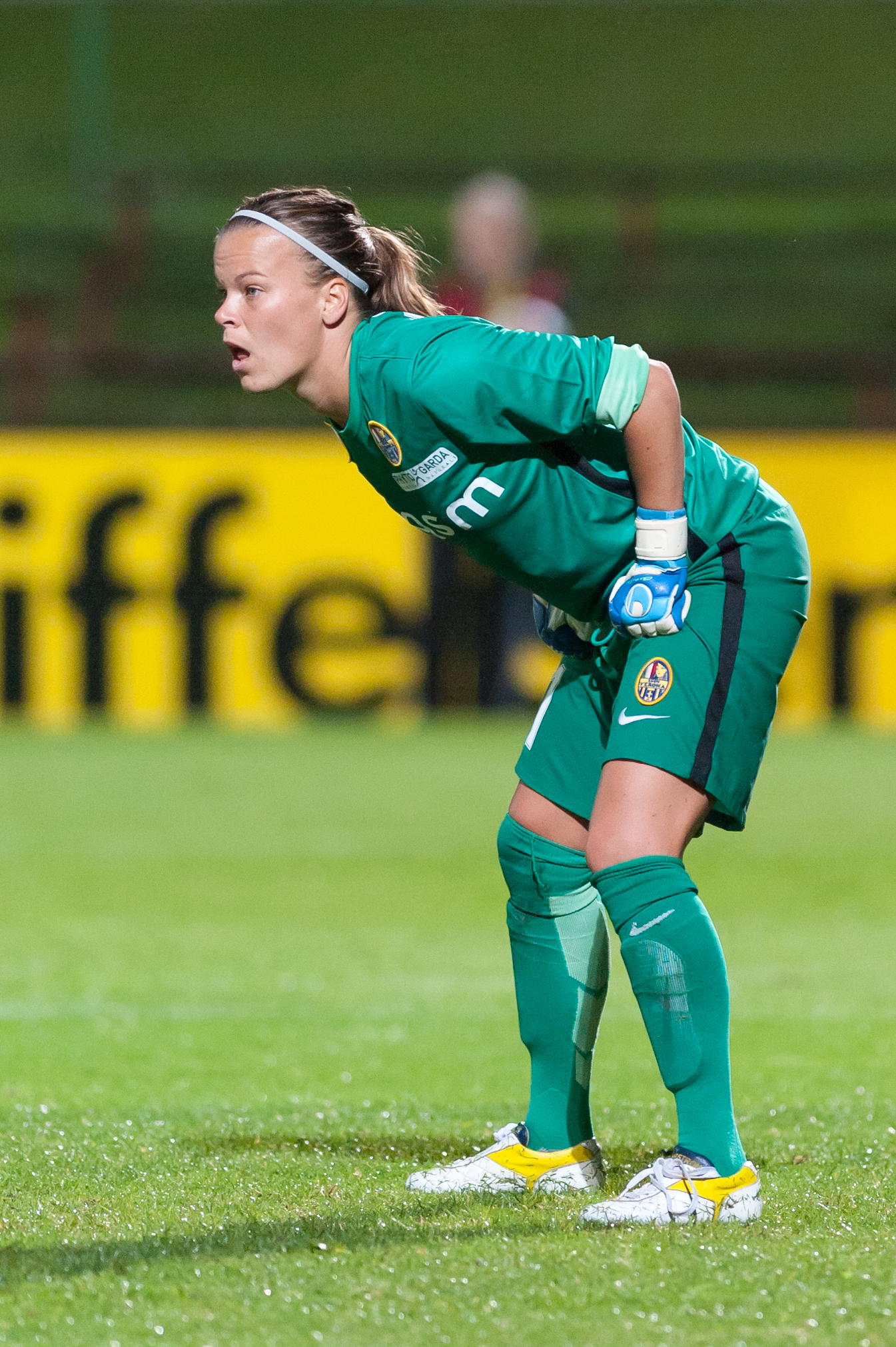
Öhrström in Champions League con la maglia dell' nel 2015

Nel 2010 firma un contratto con il Bardolino Verona e si trasferisce in Italia per giocare nel locale campionato femminile. Durante la stagione 2010-2011 fa il suo esordio il 18 dicembre, alla 9ª giornata, nella partita vinta fuori casa con il Torino per 2-1, dove subisce anche il suo primo gol. Dopo che aveva assegnato il posto da titolare all'egiziana Sherin Mohamed, ceduta nel dicembre 2010 con sole due presenze, il mister Renato Longega la utilizza per i rimanenti 18 incontri su 26, preferendola nelle gerarchie alle italiane Martina Aliquò (5) e Ketty Gava (1). La stagione per il Bardolino Verona si chiude con il 5º posto in Serie A.
Dalla stagione successiva parte titolare giocando tutte le 26 partite in programma, non lasciando spazio alle riserve Ketty Gava e Fabiana Comin. La stagione si conclude con 64 punti e la conquista del 2º posto in Serie A, a due soli punti dalla Torres, riconquistando il diritto di disputare la UEFA Women's Champions League nella stagione 2012-2013.
La stagione 2012-2013, passata da 14 a 16 squadre, Öhrström, oramai titolare, gioca 26 partite su 30, lasciando spazio alla vice Sabrina Tasselli in 8 occasioni. La stagione si conclude con 63 punti e la conquista del 4º posto in Serie A. Durante l'anno avviene anche il suo debutto internazionale in un torneo per club, nella partita disputata il 26 settembre 2012, nell'andata dei sedicesimi di finale della UEFA Women's Champions League, contro il Birmingham City, incontro terminato con la vittoria delle inglesi per 2-0. Öhrström giocherà le restanti tre partite, quella vittoriosa in casa per 3-0 che vale gli Ottavi, e le due giocate contro la sua ex squadra, l'LdB FC Malmö, che la eliminerà dal torneo.
La stagione successiva, la società si iscrive con la nuova denominazione AGSM Verona. Öhrström gioca 29 partite su 30, lasciando spazio alla vice Paola Bianchi in 4 occasioni. La stagione si conclude con 68 punti e la conquista del 4º posto in Serie A.

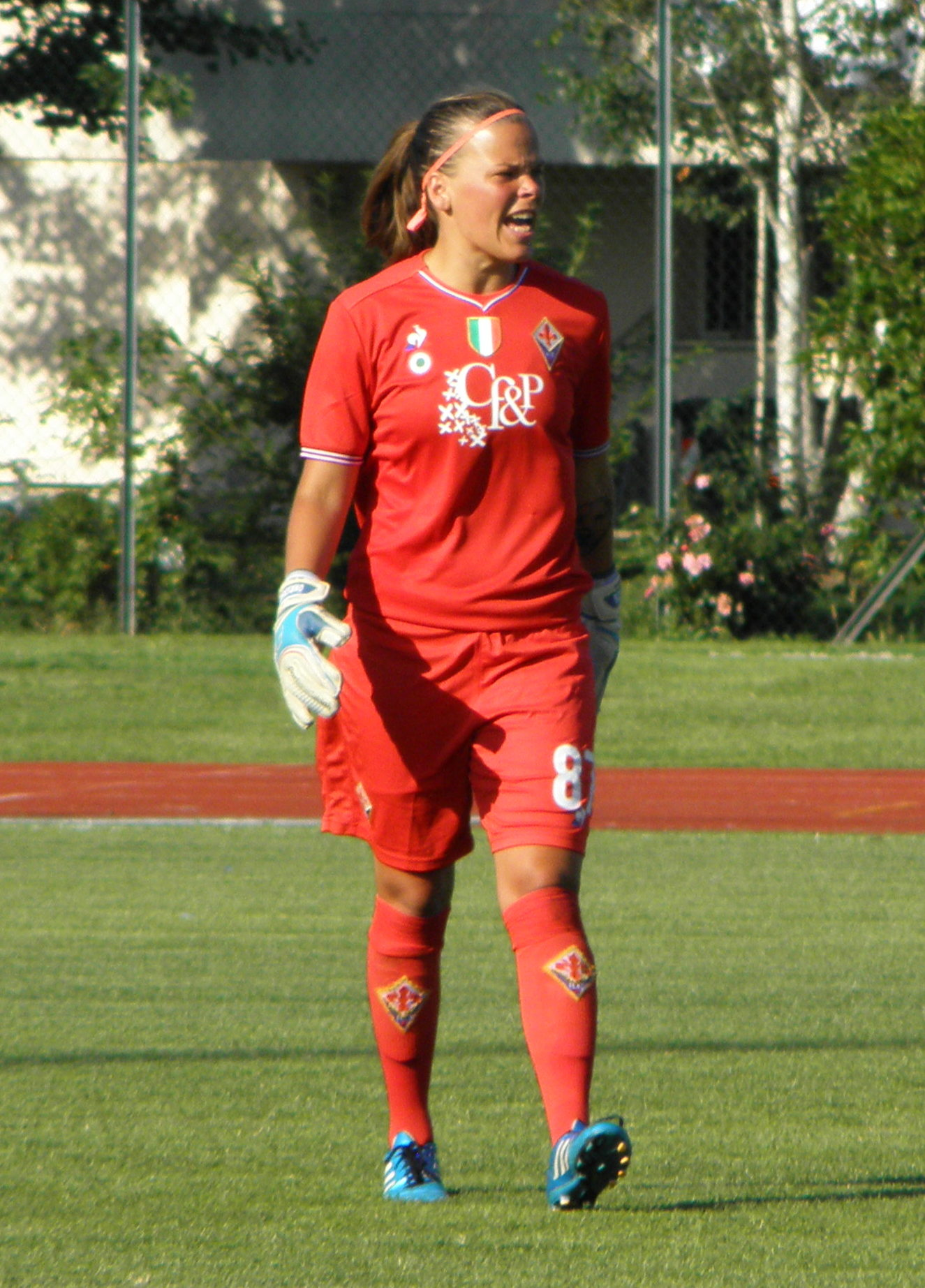
Öhrström con la nel 2018, durante il vittorioso spareggio per l'accesso alla Champions League contro il.

La stagione 2014-2015 vede nuovamente Öhrström titolare, affiancata dalla giovane Ilaria Toniolo fresca della conquista, con la Nazionale Under-17, del terzo posto nel Campionato europeo di categoria 2014 e del terzo posto nel Mondiale della Costa Rica. Al termine del campionato conquista il suo primo trofeo di Campione d'Italia (6º Scudetto per la società veronese), giocando 24 dei 26 incontri in programma e lasciando spazion a Toniolo per indisponibilità in due occasioni.
Nell'estate 2016 si trasferisce alla Fiorentina e alla prima stagione conquista il suo secondo scudetto italiano. Rimarrà con le Viola fino al 2021, conquistando ancora due Coppe Italia ed una Supercoppa italiana. Dopo 5 stagioni in Toscana passa alla Lazio, neopromossa in Serie A. Dopo una sola stagione si trasferisce alla Roma, sempre in Serie A. Con il club giallorosso, vince il suo terzo scudetto e la sua seconda Supercoppa italiana, seppur da riserva della titolare Camelia Ceasar. Nella stagione successiva, contribuisce alla vittoria di un altro campionato di Serie A, prima di lasciare il club al termine della stessa annata.
Il 21 luglio 2024, Öhrström annuncia ufficialmente il proprio ritiro dal calcio giocato, all'età di 37 anni.

### Nazionale
Öhrström si fa notare dalla dirigenza della nazionale svedese iniziando il suo percorso dall'Under-17 e proseguendo fino all'Under-23 collezionando cinquanta presenze. Ha esordito con la Nazionale svedese under-19 nel 2004, nella partita vinta dalla Svezia per 15 a 0 contro le pari età dell'Estonia.
In seguito viene convocata per indossare la maglia della Nazionale maggiore durante l'edizione 2014 dell'Algarve Cup.

## Statistiche

### Presenze e reti nei club
Statistiche aggiornate al 20 maggio 2024.
| Stagione                | Squadra                 | Campionato              | Campionato | Campionato | Coppe nazionali | Coppe nazionali | Coppe nazionali | Coppe continentali | Coppe continentali | Coppe continentali | Altre coppe | Altre coppe | Altre coppe | Totale | Totale |
| Stagione                | Squadra                 | Comp                    | Pres       | Reti       | Comp            | Pres            | Reti            | Comp               | Pres               | Reti               | Comp        | Pres        | Reti        | Pres   | Reti   |
| ----------------------- | ----------------------- | ----------------------- | ---------- | ---------- | --------------- | --------------- | --------------- | ------------------ | ------------------ | ------------------ | ----------- | ----------- | ----------- | ------ | ------ |
| 2009                    | LdB Malmö               | D                       | 4          | -?         | CS              | ?               | ?               | -                  | -                  | -                  | -           | -           | -           | 4+     | -?     |
| 2010                    | Jitex BK                | D                       | 8          | -?         | CS              | ?               | ?               | -                  | -                  | -                  | -           | -           | -           | 8+     | -?     |
| 2010-2011               | Bardolino Verona        | A                       | 18         | -22        | CI              | ?               | ?               |                    | -                  | -                  |             | -           | -           | 18+    | -22+   |
| 2011-2012               | Bardolino Verona        | A                       | 26         | -21        | CI              | ?               | ?               |                    | -                  | -                  |             | -           | -           | 26+    | -21+   |
| 2012-2013               | Bardolino Verona        | A                       | 29         | ?          | CI              | ?               | ?               |                    | -                  | -                  |             | -           | -           | 29+    | -?     |
| Totale Bardolino Verona | Totale Bardolino Verona | Totale Bardolino Verona | 73         | -43        |                 | ?               | ?               |                    | -                  | -                  |             | -           | -           | 73+    | -43    |
| 2013-2014               | AGSM Verona             | A                       | 29         | -30        | CI              | 3               | -3              |                    | -                  | -                  |             | -           | -           | 32     | -33    |
| 2014-2015               | AGSM Verona             | A                       | 24         | -21        | CI              | ?               | ?               |                    | -                  | -                  |             | -           | -           | 24+    | -21+   |
| 2015-2016               | AGSM Verona             | A                       | 10         | -20        | CI              | 2               | 0               | UWCL               | 4                  | -14                | SI          | 1           | 0           | 17     | -34    |
| Totale AGSM Verona      | Totale AGSM Verona      | Totale AGSM Verona      | 63         | -71        |                 | 5+              | -3+             |                    | 4                  | -14                |             | 1           | 0           | 73+    | -88+   |
| 2016-2017               | Fiorentina              | A                       | 20         | -6         | CI              | 3               | 0               | -                  | -                  | -                  | -           | -           | -           | 23     | -6     |
| 2017-2018               | Fiorentina              | A                       | 16+1       | -16        | CI              | 3               | -6              | UWCL               | 1                  | 0                  | SI          | 1           | -4          | 25     | -30    |
| 2018-2019               | Fiorentina              | A                       | 14         | -7         | CI              | 3               | -3              | UWCL               | 4                  | -7                 | SI          | 1           | 0           | 22     | -17    |
| 2019-2020               | Fiorentina              | A                       | 12         | -10        | CI              | 1               | -1              | UWCL               | 0                  | 0                  | SI          | 1           | -2          | 14     | -13    |
| 2020-2021               | Fiorentina              | A                       | 6          | -8         | CI              | 0               | 0               | UWCL               | 1                  | -2                 | SI          | 0           | 0           | 7      | -10    |
| Totale Fiorentina       | Totale Fiorentina       | Totale Fiorentina       | 69         | -47        |                 | 10              | -10             |                    | 6                  | -9                 |             | 3           | -6          | 87     | -72    |
| 2021-2022               | Lazio                   | A                       | 19         | -49        | CI              | 1               | -1              | -                  | -                  | -                  | -           | -           | -           | 20     | -50    |
| 2022-2023               | Roma                    | A                       | 2          | -7         | CI              | 3               | -1              | UWCL               | -                  | -                  | SI          | -           | -           | 5      | -8     |
| 2023-2024               | Roma                    | A                       | 1          | 0          | CI              | -               | -               | UWCL               | -                  | -                  | SI          | -           | -           | 1      | 0      |
| Totale Roma             | Totale Roma             | Totale Roma             | 3          | -7         |                 | 3               | -1              |                    | -                  | -                  |             | -           | -           | 6      | -8     |
| Totale carriera         | Totale carriera         | Totale carriera         | 239        | -217       |                 | 19+             | -15+            |                    | 10                 | -23                |             | 4           | -6          | 272+   | -261+  |

## Palmarès

### Club
- Campionato italiano: 4

AGSM Verona: 2014-2015
Fiorentina: 2016-2017
Roma: 2022-2023, 2023-2024
- Coppa Italia: 3

Fiorentina: 2016-2017, 2017-2018
Roma: 2023-2024
- Supercoppa italiana: 2

Fiorentina: 2018
Roma: 2022